# Koppe kuntneri
Koppe kuntneri là một loài nhện trong họ Corinnidae.
Loài này thuộc chi Koppe. Koppe kuntneri được Christa L. Deeleman-Reinhold miêu tả năm 2001.